# Iuka, Mississippi
Iuka är administrativ huvudort i Tishomingo County i Mississippi. Iuka som grundades år 1857 har fått sitt namn efter en chickasawhövding. Orten är känd för slaget vid Iuka i amerikanska inbördeskriget.